# همراه با یک عنکبوت
«همراه با یک عنکبوت» (انگلیسی: Along Came a Spider) نخستین رمان از سری کتاب‌های معمایی، جنایی مهیج الکس کراس نوشتهٔ جیمز پترسون است.